# St. Margareta (Blasweiler)

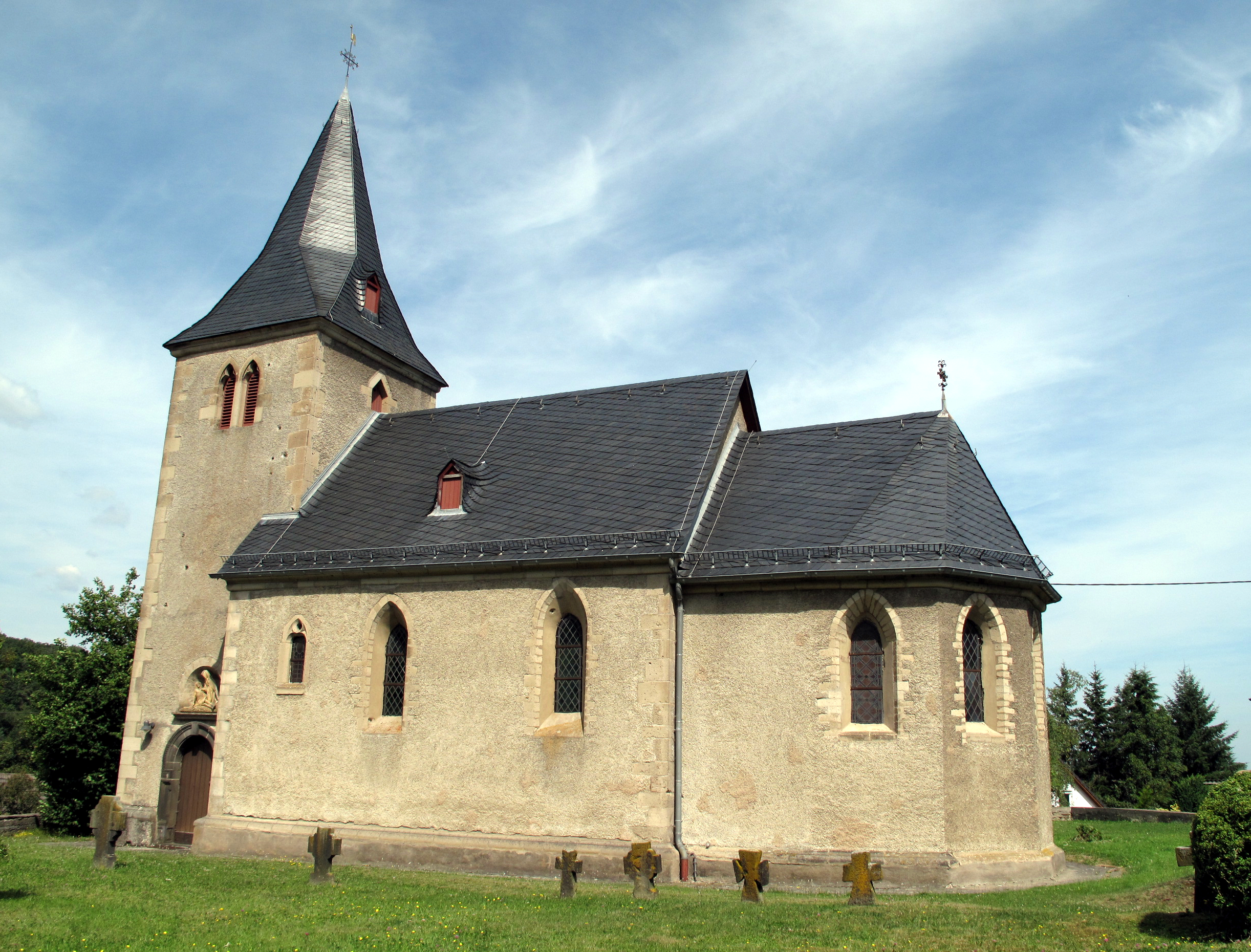
Kirche St. Margareta in Blasweiler von Süden

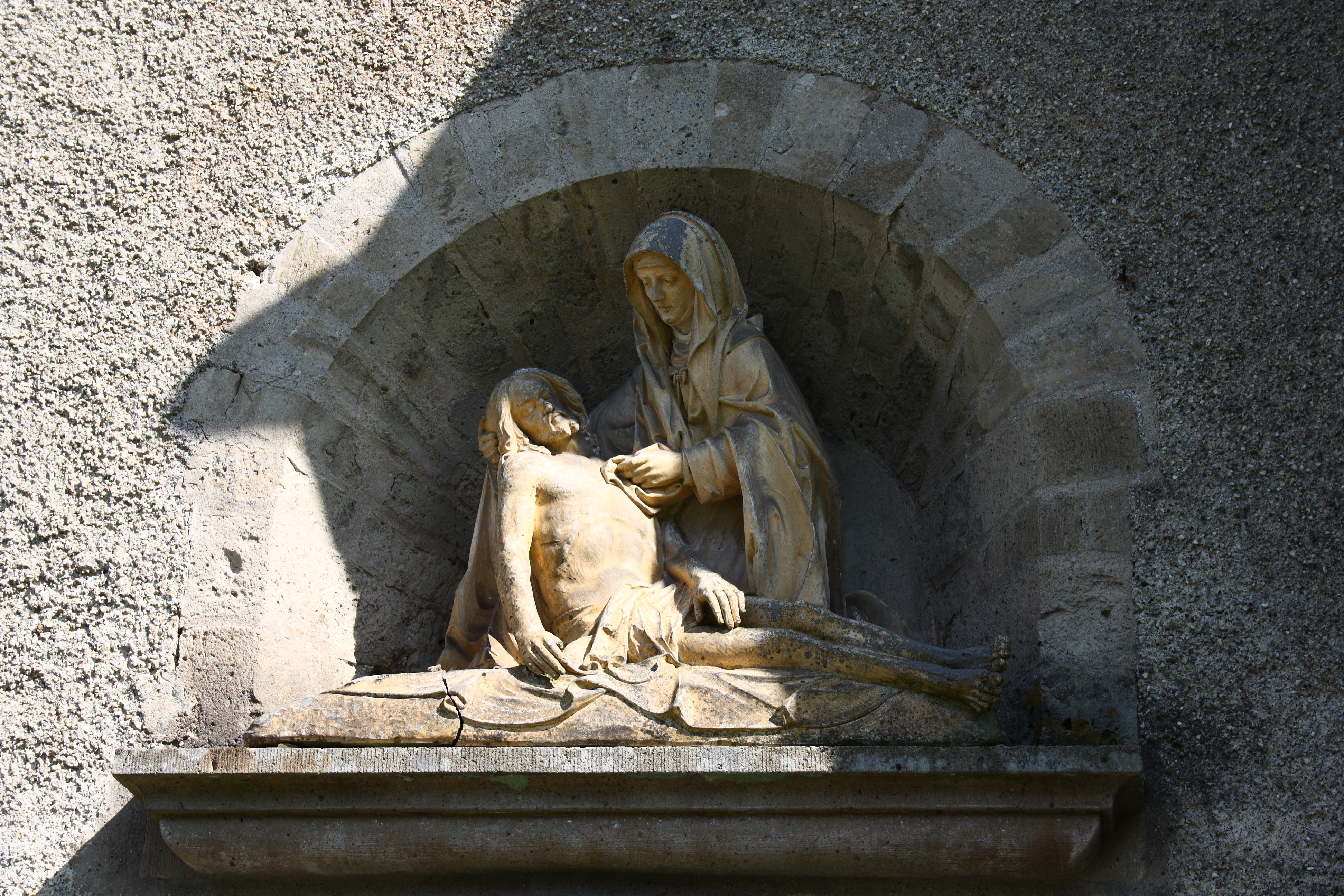
Nische mit Pietà

St. Margareta in Blasweiler, einem Ortsteil der Ortsgemeinde Heckenbach im Landkreis Ahrweiler in Rheinland-Pfalz, ist eine römisch-katholische Kirche aus dem Ende des 13. Jahrhunderts. Die der heiligen Margareta geweihte Kirche ist ein geschütztes Kulturdenkmal.

## Geschichte
Die Kirche in Blasweiler wird Anfang des 14. Jahrhunderts im Liber valoris genannt. Das Präsentationsrecht für die Einsetzung des Pfarrers übten die Herren von Kempenich aus. Der Bau aus dem Ende des 13. Jahrhunderts hat wenig Veränderungen erfahren. Im 18. Jahrhundert wurde die Sakristei angebaut und eine Orgelempore im Westen des Kirchenschiffs errichtet.
Bis 1662 war die Pfarrkirche in Blasweiler auch für Ramersbach zuständig, wo erst zu diesem Zeitpunkt eine eigene Pfarrei entstand.
im Jahr 1939 musste die Kirche geschlossen werden, da im Gebiet der Luftwaffenübungsplatz Ahrbrück errichtet wurde. Am 28. Juni 1940 übergab Pfarrer Poertner die Kirche der Wehrmacht, die sie als Kleiderkammer nutzte. Nach 1945 konnten die Bewohner wieder in ihr Dorf zurückkehren und am 16. Juli 1951 wurde der Hochaltar konsekriert.

## Architektur
Die Kirche ist ein dreiachsiger verputzter Bruchsteinbau von etwa 17,15 × 5,6 m. Der Chor stammt aus spätgotischer Zeit. Der quadratische Turm ist eingezogen und mit einem achtseitigen Helm bedeckt. In der Nordwand des viergeschossigen Turmes befindet sich ein rundbogiges Portal und darüber in einer Nische eine Pietà. Auf den drei freien Seiten der Glockenstube sind spitzbogige Zwillingsfenster mit Ecknasen. Im Chor und Kirchenschiff sind einfache Spitzbogenfenster. Den Bau umläuft ein mit Viertelstab und Kehle profilierter Sockel.

## Glocken
Gegen Ende des Zweiten Weltkrieges wurden die Glocken abgenommen und dabei fiel die älteste Glocke herunter und zerbrach. Der Abtransport der Glocken wurde in Sinzig gestoppt und danach wurden sie wieder nach Blasweiler gebracht. Die drei Glocken in der Kirche:
- älteste Glocke aus dem frühen 14. Jahrhundert mit der Inschrift „IASPER, MALGOR, BALSVSR“ (Kasper, Melchior, Balthasar)
- Margarethenglocke, um 1400, mit der Inschrift „SENT MARGARETE HEISSEN ICH, CHRISTIANI  DUSTERVVALT GOIS MIH ANNO D. MCCCC IN DEN IAR“
- Glocke von 1737 mit der Inschrift „ANNA MARIA MARGARETA BIT GOT FUR UNS 1737“.